# Wildest Dreams (Tina Turner)
Wildest Dreams was het negende soloalbum van Tina Turner, uitgekomen in 1995.

## Geschiedenis
Het kwam in veel landen in de albumhitlijsten in de top 30 terecht. Een van de nummers was GoldenEye, dat voor de gelijknamige James Bond-film was gemaakt. Met dit album kwam er een gelijknamige tournee. Het optreden in de Amsterdam ArenA was het eerste optreden van een grote internationale artiest aldaar.
Het album bevat 13 nummers, waaronder Missing You, In Your Wildest Dreams, Silent Wings en Dancing in My Dreams. Het nummer In Your Wildest Dreams werd gezongen door Tina Turner en Barry White. Ook Silent Wings is een duet, tussen Sting en Tina Turner. Het album was van een ander genre dan haar meeste andere albums, die meestal country, rock, r&b of soul bevatten, maar dit was zachte, rustige muziek.
In de landen Oostenrijk, Duitsland, Nederland, Nieuw-Zeeland, Zwitserland en het Verenigd Koninkrijk behaalde het album de platina status. In Canada, Finland, Frankrijk, Noorwegen, Polen en Zweden behaalde het goud.

## Nummers op het album
| Nr. | Titel                                          | Schrijver(s)                                                     | Duur |
| --- | ---------------------------------------------- | ---------------------------------------------------------------- | ---- |
| 1.  | Do What You Do                                 | Terry Britten, Graham Lyle, Connor Reeves                        | 4:23 |
| 2.  | Whatever You Want                              | Arthur Baker, Taylor Dayne, Fred Zarr                            | 4:52 |
| 3.  | Missing You                                    | Mark Leonard, Chas Sandford, John Waite                          | 4:36 |
| 4.  | On Silent Wings (met Sting)                    | James Ralston, Tony Joe White                                    | 6:12 |
| 5.  | Thief of Hearts                                | Jud Friedman, Hellmut Hattler, Joo Kraus, Allan Rich             | 4:05 |
| 6.  | In Your Wildest Dreams (met Antonio Banderas)  | Mike Chapman, Holly Knight                                       | 5:33 |
| 7.  | GoldenEye (Single uitgave)                     | Bono, The Edge                                                   | 3:27 |
| 8.  | Confidential                                   | Chris Lowe, Neil Tennant                                         | 4:39 |
| 9.  | Something Beautiful Remains                    | Britten, Lyle                                                    | 4:20 |
| 10. | All Kinds of People                            | Sheryl Crow, Kevin Gilbert, Eric Pressley                        | 4:43 |
| 11. | Unfinished Sympathy                            | Robert Del Naja, Daddy G, Shara Nelson, Jay Sharp, Andrew Vowles | 4:30 |
| 12. | Dancing in My Dreams                           | Mark Cawley, Kye Fleming, Brenda Russell                         | 6:45 |
| 13. | Love is a Beautiful Thing (Japans bonusnummer) | Seth Swirsky                                                     | 3:45 |

## Hitnotering
In Zwitserland bereikte dit album de eerste plaats, in België de derde en in Nederland de vierde plaats in de albumlijst.